# Trastorno psicótico compartido
El trastorno psicótico compartido o folie à deux (literalmente, «locura de dos») es un raro síndrome psiquiátrico en el que un síntoma de psicosis (particularmente una creencia  paranoica o  delirante) es transmitida de un individuo a otro. El mismo síndrome compartido por más de dos personas puede llamarse folie à trois, folie à quatre, folie à famille o incluso folie à plusieurs («locura de muchos»). 

## Clasificación
Se han propuesto varias clasificaciones de trastorno psicótico compartido para describir cómo la idea delirante se mantiene por más de una persona.
- Folie imposée, en el que una persona dominante (conocida como primario, inductor o principal) crea inicialmente una idea delirante durante un episodio psicótico y lo impone a otra persona o personas (conocida como secundario). Se supone que el secundario no habría delirado si no hubiera interactuado con el inductor. Si los individuos son ingresados en el hospital de manera separada, las ideas delirantes de la persona inducida usualmente desaparecen sin necesidad de medicación.
- Folie simultanée, en el que dos personas, que independientemente sufren de psicosis, influencian el contenido de las ideas delirantes de cada uno de ellos, de forma que se convierten en idénticas o muy similares.

## Diagnóstico
El síndrome se diagnostica normalmente cuando los individuos afectados viven próximos, están socialmente o físicamente aislados y tienen poca interacción con otras personas. 
El trastorno psicótico compartido no deja de ser una curiosidad psiquiátrica. El actual manual diagnóstico y estadístico de los trastornos mentales establece que una persona no puede diagnosticarse como delirante si su creencia en cuestión está comúnmente aceptada por otros miembros de su cultura o subcultura. Cuando un gran número de personas terminan creyendo algo obviamente falso y potencialmente angustioso basándose únicamente en rumores, estas creencias no se consideran como clínicamente delirantes en psiquiatría, y se etiquetan como histeria colectiva.